# A Kind of Magic
A Kind of Magic (en català: Una espècie de màgia) és el dotzè àlbum d'estudi de Queen, el qual es va llançar a la venda el 2 de juny de 1986 en el Regne Unit i l'endemà als Estats Units d'Amèrica. L'album va tenir un gran èxit a Regne Unit, aconseguint el primer lloc en les llistes i mantenint-se en aquestes unes 63 setmanes. El disc en si és, en la seva majoria, la banda sonora de la pel·lícula Highlander en la qual podem trobar les seves cançons en aquest àlbum (a excepció dels temes "Pain Is Sota Close to Pleasure", "Friends Will Be Friends" i "One Vision" que no pertanyen a la pel·lícula). Precisament One Vision pertany a la banda sonora de la pel·lícula Iron Eagle. El disc va ser produït per Queen, Mack i David Richards.

## Recaptació
La reacció crítica a A Kind of Magic va ser variada. La revista Rolling Stone va descriure l'àlbum com "Heavy de plàstic", concloent, "Aquesta banda bé podria retornar una mica de pompa al seu rock. Els seus membres mai van a aconseguir ser "mandamases" dignes." The Times va descriure l'àlbum com un de "els llançaments més espectacularment reeixits d'aquest any", no obstant això, va qüestionar el seu atractiu, i va preguntar: "Per què l'expectació no s'estén a aquells de nosaltres al fet que fem les crítiques?". People Weekly va escriure: "Amb prou feines hi ha una expressió personal, i molt menys una íntima, en aquest àlbum ... El grup pot ser enlluernador. En aquest cas, són simplement dominants".
Allmusic va ser més favorable, escrivint: "Pot ser que no hagi estat tan potent com alguns dels seus altres àlbums, però A Kind of Magic va ser el seu millor treball en els últims temps". Paul Henderson de Kerrang! es va preguntar "quant de l'àlbum és el veritable Queen i quant es el resultat de les limitacions/inclinació musical imposada sobre ells per escriure material d'acord amb una pel·lícula", concloent que "només una banda de l'alçada de Queen (...) podria treure un àlbum de cançons tan diverses sense desil·lusionar a una considerable part dels seus fans".
En l'edició de 1994 de The Guinness All Time Top 1000 Albums, A Kind of Magic va ser votat com No. 171 en els millors àlbums de rock i pop de tots els temps. En 2006, una enquesta nacional de la BBC va col·locar a l'àlbum en el lloc 42° entre els més gran de tots els temps. En 2007, Classic Rock va classificar a A Kind of Magic com el 28° àlbum de banda sonora més gran de tots els temps.

## Tour
L'última girade Queen amb Freddie Mercury com a cantant principal, consta de 26 concerts, tots realitzats a Europa, i comença el 7 de juny de 1986 en l'Estadi Råsunda d'Estocolm. L'escenari construït per a l'ocasió es el més imponent mai creat per al grup, Roger Taylor ha afirmat que al costat d'aquesta gira, "Ben Hur es veurà com el Xou dels Muppets".
El grup va tocar el seu propi repertori, incloent en el seu setlist només quatre cançons del seu últim àlbum (concerts d'obertura amb One Vision, A Kind of Magic, Who Wants to Live Forever i Friends Will Be Friends) i excloent moltes de les seves cançons antigues, tals com Somebody to Love.
La recaptació de la gira ascendirà a més d'onze milions de lliures esterlines, però malgrat aquest immens èxit obtingut a Europa, Queen rebutja la proposta que se li va fer de donar concerts als Estats Units. També està prevista una sèrie de concerts al Japó i Austràlia per a principis de 1987 abans de ser cancel·lats. És probable que Freddie Mercury manqués de l'energia necessària per a viatges llargs i distants i sospités que estava malalt si bé encara no se li havia fet la prova de la SIDA. Els concerts en Wembley, Népstadion i Knebworth s'utilitzen en el disseny de Live Magic, un àlbum en viu llançat al desembre de 1986, mentre que el concert en Wembley de 12 de Julio serveix de suport al disc Live at Wembley '86 (1992), que també està disponible en casset, VHS (1990) i DVD (2003), sent aquest últim l'únic a oferir el concert complet.